# くまもとの風
『くまもとの風』（くまもとのかぜ）は、NHK熊本放送局が金曜夜に放送している地域情報番組。

## 概要
NHKの夕方地域放送枠が『ゆうどきネットワーク』によって削減されたことを受け、2007年に放送を開始。熊本県に関する様々な話題を扱うほか、九州演劇協会会長を務める玄海竜二による演舞のコーナーも設けられていた。
この枠は、原則第2週を除いてはブロック報道番組が編成されているが、この番組が始まって以降は、熊本県に関する話題の回でなければ同時放送されないという状態が続いていた。(2015年頃まで)現在は、月1～2回放送となっている。
2023年7月14日放送分から放送終了後、NHKプラスの「ご当地プラス（九州・沖縄エリア）」において見逃し配信の対象となっている。（2週間視聴可能）

## 主な定番企画
玄海発見伝
玄海竜二がホストとなり熊本県内で活躍する様々なジャンルの人に話を聞く。
玄海竜二踊る
視聴者からのリクエスト曲に乗せて、玄海が演舞を披露。土曜日にも単発で放送されている。

## 放送日時

### 本放送
- 金曜 19:30 - 19:55または19:57
- 20時台まで拡大の場合または、20時台のみ放送の場合があった（毎週ではない）。放送が無い場合、『The Life』を放送することがある。

### 再放送
- 2011年度には日曜 7:45 - 8:10、または『いちおし!九州沖縄』（土曜 10:05 - 11:20）枠内で放送。ただし、放送スケジュールによっては日曜 7:45 - 8:10の再放送の時間帯が初回扱い、金曜の初回放送が再放送扱いとなるケースもある。

## 歴代出演者
ドキュメンタリー回の場合には以下のメンバーは出演せず、アナウンサーによるナレーションで対応となる。
- 玄海竜二（九州演劇協会会長）
- 英太郎（ローカルタレント）
- 森田真二（中国料理人） - 出番は「玄海発見伝」の回。

以下は進行役・リポーターを務める熊本局の契約キャスター。
- 藤井未莉佳（2008年度から3年間）
- 樋口尚美（2011年度から2014年度）